# Markt (Deurne)
De Markt is het centrale plein van de Nederlandse plaats Deurne.

## Ligging
De tegenwoordige Markt is een plein waarop de Stationsstraat, Helmondseweg, Visser, Kerkstraat, Molenstraat, Oude Martinetstraat en Raadhuisstraat uitkomen. Aan de Markt staan onder de middeleeuwse Sint-Willibrorduskerk, het raadhuis uit 1895 en het kort daarop gebouwde postkantoor.

## Geschiedenis

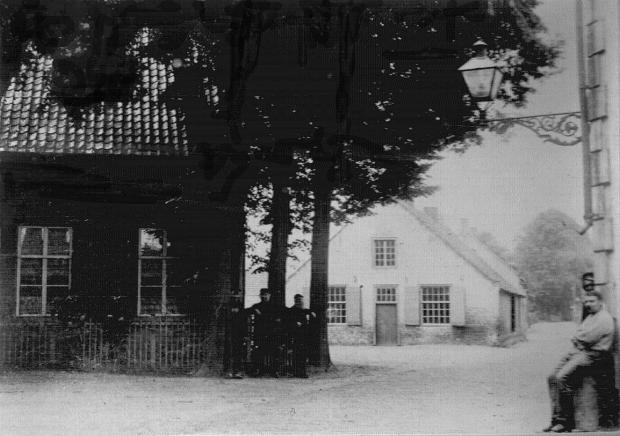
Zicht op de Markt te Deurne vanuit de Kerkstraat, 1890. Rechts zien we de hoek van het oude raadhuis, en op de achtergrond De Keijzer tussen Stationsstraat en Helmondseweg.

Vermoedelijk was al sinds de bouw van de Sint-Willibrorduskerk, vóór 1069, een zekere vorm van een open ruimte voor de kerk aanwezig. Pas in de late middeleeuwen en nieuwe tijd hebben we meer informatie over het plan. De centrale functie die het nu voor de horeca heeft, had het ook toen. Aan het plein stonden omstreeks 1600 onder meer De Zwaan, De Keijzer en de Roode Leeuw. Alleen de opvolger van De Zwaan bestaat nog. De Roode Leeuw, later Gouden Leeuw, werd in 1935 afgebroken en vervangen door een modewinkel.
In de 18e en 19e eeuw werd het plein het Marktveld genoemd: Bij deze kerk, die op het Marktveld is, waaröp men voor weinige jaren ene pomp ten gebruike der inwoners gebouwd heeft, en waarop jaarlijks twe markten worden gehouden, staan de huizen digt bij elkanderen, gelijk ook verder zuidwestwaarts, waar de Roomsche kerk ligt.
Tot 1805 werd Deurne bestuurd vanuit de schepenkamer op het Derp en het Dinghuis aan het Haageind. In dat jaar werd een nieuw raadhuis opgeleverd. In 1894 werd het 'te klein' bevonden, waarna een aantal huizen in het verlengde van de huidige Stationsstraat werd afgebroken en de rooilijn naar achter werd verplaatst. Daardoor werd niet alleen de bouw van het huidige raadhuis mogelijk, maar ook werd de Markt vergroot. Kort daarna werd ook het postkantoor opgeleverd. Voor de vergroting van de Markt werd in 1893 ook De Keijzer afgebroken.
In 1985 werd de nieuwbouw van het raadhuis aan de achterzijde opgeleverd. Hierbij werd tevens de Raadhuisstraat aangelegd, de 7e straat die op de Markt uitkomt.

## Van marktterrein naar evenemententerrein
Naast de wekelijkse markt, die al vele decennia op de Markt ter vervanging van de voornoemde jaarmarkten wordt gehouden, vormt het plein ook steeds meer het lokale evenemententerrein. De kermis vormt wellicht wel de oudste vorm van vermaak op het plein. Onder meer een belangrijk deel van Koninginnedag 1986, met Koningin Beatrix als voornaamste gast, vond hier plaats. Jaarlijks wordt hier ook de Nacht van het Witte Doek georganiseerd.